# Dardanus
Dardanus ist eine Oper in einem Prolog und fünf Akten von Jean-Philippe Rameau (Musik) mit einem Libretto von Charles-Antoine Leclerc de La Bruère.

## Handlung
Dardanus befindet sich im Krieg mit König Teucer, der versprochen hat, seine Tochter Iphise dem Prinzen Anténor zur Frau zu geben. Dardanus und Iphise lernen sich durch die Vermittlung des Zauberers Isménor kennen und verlieben sich. Dardanus bekämpft ein Ungeheuer, das Teucers Königreich bedroht, und rettet dabei das Leben Anténors bei dessen erfolglosem Versuch, das Ungeheuer zu töten. Teucer und Dardanus schließen Frieden, und Dardanus heiratet Iphise.

## Entstehung
Das originale Libretto des Diplomaten und Gelegenheitsdichters Leclerc de La Bruère basiert vage auf dem griechischen Mythos von Dardanos. Die erste Fassung der Oper von 1739 erlebte wegen der Schwächen der Handlung nur wenige Aufführungen. Rameau arbeitete die Oper daraufhin 1744 radikal um: nur die ersten beiden Akte blieben weitgehend unverändert, während der Rest des Stücks mit sehr viel mehr Dramatik geladen wurde. Rameau bezeichnete die zweite Fassung konsequenterweise als nouvelle trágedie. 1760 erfolgte noch eine zweite, kleinere Umarbeitung, bei der der Prolog entfiel.

## Musik
Während die Handlung des Dardanus wegen ihrer Schwächen schon bei Rameaus Zeitgenossen auf Kritik stieß, gilt die Oper wegen ihrer differenzierten Musik als einer der Höhepunkte der Tragédie lyrique.

## Rezeptionsgeschichte
Im 20. Jahrhundert wurde die Oper zunächst nur zögernd auf die Bühnen gebracht. 1907 wurde sie in Dijon aufgeführt, 1979 in Paris unter Raymond Leppard. Aufführungen in Basel (1981) und Wuppertal (1984) folgten. Die Neuausgabe der Oper von Mary Elizabeth C. Bartlet und Sylvie Bouissou, die auf der Fassung von 1739 beruht, aber zwei Szenen aus der Fassung von 1744 integriert, bildete 1998 die Grundlage einer konzertanten Aufführung und einer CD-Einspielung unter der Leitung von Marc Minkowski. 2004 folgte eine szenische Produktion in Freiburg im Breisgau, 2006 in London und 2008 in Trier.

## Aufnahmen / Tonträger
- Chœur et Orchestre du Théâtre National de l’Opéra de Paris, Raymond Leppard (Dir.); Georges Gautier (Dardanus), Frederica von Stade (Iphise), Christiane Eda-Pierre (Vénus), Michaël Devlin (Anténor), Roger Soyer (Teucer), José van Dam (Isménor). Erato 1980 (Mischfassung 1739/44, ohne Prolog)
- Les Musiciens du Louvre, Marc Minkowski (Dir.); John Mark Ainsley (Dardanus), Véronique Gens (Iphise), Laurent Naouri (Anténor), Mireille Delunsch (Vénus), Jean-Philippe Courtis (Isménor), Russell Smythe (Teucer). Deutsche Grammophon/Archiv Produktion 1998 (Fassung von 1739 mit Ergänzungen aus der Fassung von 1744)
- Ensemble Pygmalion (Live), Raphaël Pichon (Dir.); Bernard Richter, Gaëlle Arquez, João Fernandes, Benoît Arnould, Alain Buet (Fassung von 1744)

Daneben existiert eine Reihe von Aufnahmen der instrumentalen Orchestersuite, die aus Auszügen der Oper besteht.